# Franz Jäger (Kunsthistoriker)
Franz Jäger (* 6. Juni 1961 in Halle (Saale)) ist ein deutscher Kunsthistoriker und Epigraphiker.
Jäger studierte Klassische Archäologie und Kunstgeschichte an der Friedrich-Schiller-Universität Jena. Von 1992 bis 1996 war er Wissenschaftlicher Mitarbeiter am Dehio-Handbuch der deutschen Kunstdenkmäler; seit 1996 ist er Wissenschaftlicher Mitarbeiter der Sächsischen Akademie der Wissenschaften zu Leipzig für das Forschungsvorhaben Die Deutschen Inschriften des Mittelalters und der Frühen Neuzeit. 2005 wurde er mit einer Dissertation zum Thema Inschriften als Zeugnisse historischer und künstlerischer Wandlungen zum Dr. phil. promoviert und 2008 in die Kommission für die Kunstgeschichte Mitteldeutschlands an der Sächsischen Akademie der Wissenschaften aufgenommen.
Jäger war von 2006 bis 2015 ehrenamtlich Vorstandsvorsitzender des Vereins Freunde der Bau- und Kunstdenkmale Sachsen-Anhalt e. V. Er ist Autor, Rezensent und Herausgeber zahlreicher Fachveröffentlichungen.

## Veröffentlichungen (Auswahl)
- Die Inschriften der Stadt Eisleben. (Bearb.) Reichert Verlag, Wiesbaden 2024; ISBN 978-3-7520-0863-0.
- Erinnerungskultur urbaner Eliten. Städtische Friedhöfe des 15.-18. Jahrhunderts in Mitteldeutschland. (Hrsg. zusammen mit Klaus Krüger) Mitteldeutscher Verlag, Halle 2022; ISBN 978-3-96311-526-4.
- Die Inschriften der Stadt Wittenberg. (Bearb. zusammen mit Jens Pickenhan) Reichert Verlag, Wiesbaden 2019; ISBN 978-3-95490-437-2.
- Kirche in der Zeitenwende – die Marktkirche Unser Lieben Frauen zu Halle in Spätmittelalter und Reformationszeit. (Hrsg.) Mitteldeutscher Verlag, Halle 2013; ISBN 978-3-95462-123-1.
- Die Inschriften der Stadt Halle an der Saale. (Bearb.) Reichert Verlag, Wiesbaden 2012; ISBN 978-3-89500-922-8.
- Auff welsche Manier gebauet. Zur Architektur der mitteldeutschen Frührenaissance. (Hrsg. zusammen mit Anke Neugebauer) Kratzke Verlag, Bielefeld 2010; ISBN 978-3-9811555-2-5.
- Die Inschriften des Landkreises Weißenfels. (Bearb.) Reichert Verlag, Wiesbaden 2005; ISBN 3-89500-432-4.
- Inschriften als Zeugnisse historischer und künstlerischer Wandlungen. (Dissertationsschrift) 2 Bände, Halle 2005.
- Gestalt, Funktion, Bedeutung – Festschrift für Friedrich Möbius zum 70. Geburtstag. (Hrsg. zusammen mit Helga Sciurie) Glaux Verlag, Jena 1999; ISBN 3-931743-24-1
- Dehio-Handbuch der deutschen Kunstdenkmäler – Thüringen. (Bearb.) Deutscher Kunstverlag, München 1998; ISBN 3-422-03050-6.